# California State Route 1

Karta över viktiga vägar i Kalifornien, med Highway One utmärkt i rött

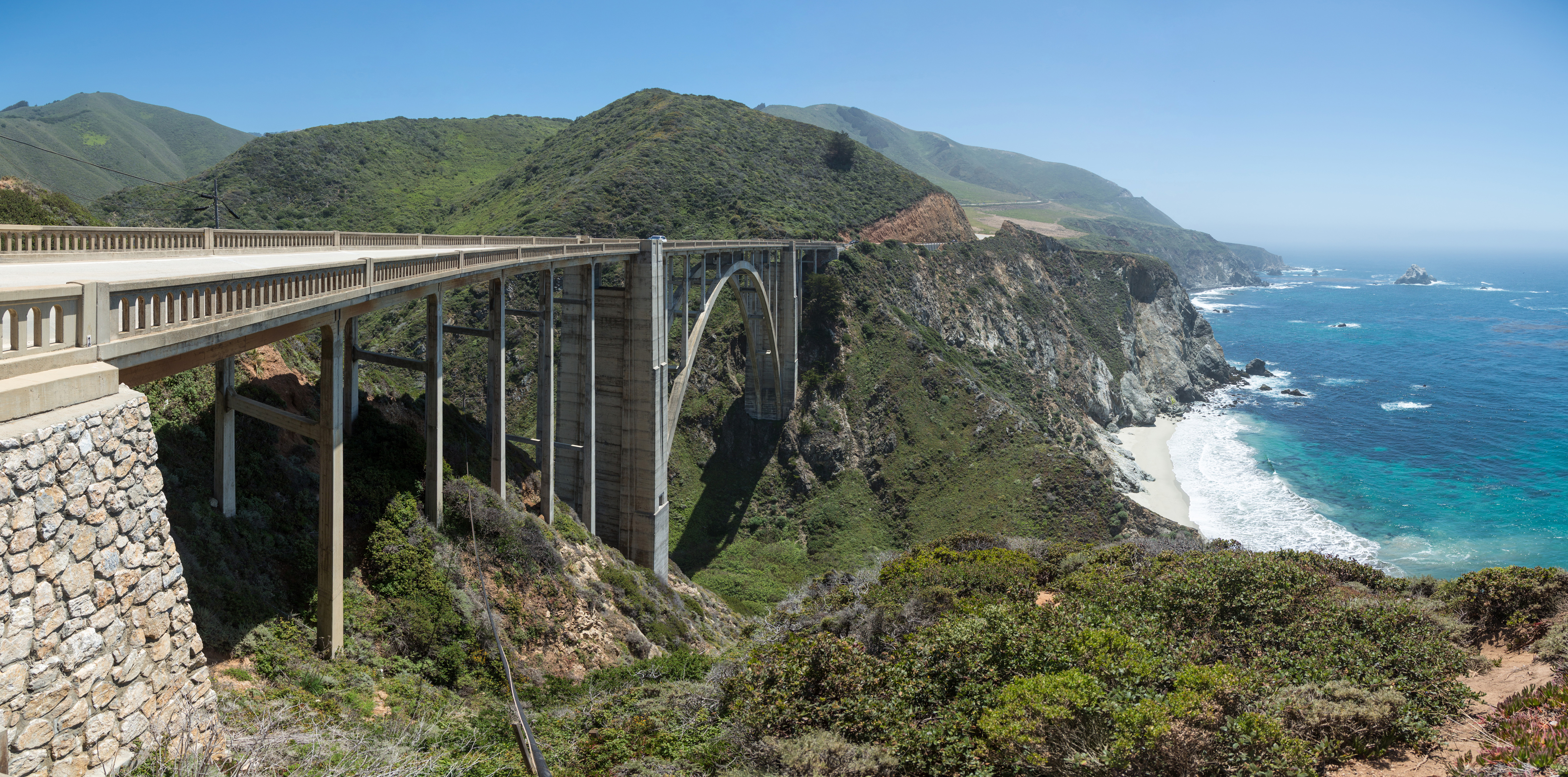
Bixby Creek Bridge, en välkänd bro i Big Sur

California State Route 1 (officiellt namn, andra namn är Pacific Coast Highway, ofta förkortat PCH eller ofta bara Highway 1) är den större väg som följer stora delar av USA:s västkust, det vill säga Kaliforniens stillahavskust från Los Angeles i söder till San Francisco i norr. Räknar man vägens hela sträckning löper den från San Juan Capistrano i söder till Leggett i norr.
Utmed vägen ligger exempelvis orter som Malibu, Santa Barbara, San Luis Obispo, Monterey och Carmel samt kustområdet Big Sur, känt för sin naturskönhet. Delar av vägen (mellan San Luis Obispo och Carmel) är officiellt klassad som en National Scenic Byway, dvs en nationell naturskön omväg.